# Remember The Milk
Remember The Milk (RTM) es una aplicación web que permite administrar listas de tareas y su tiempo de gestión desde cualquier ordenador, así como fuera de línea.

## Características
Remember The Milk permite a los usuarios crear listar de tareas múltiples. Las tareas añadidas pueden ser editadas: asignarle prioridades, ser aplazadas, organizarlas por etiquetas,...
Permite añadir ubicaciones, teniendo una característica integrada de Google Maps que permite que los usuarios puedan guardar lugares de uso común.

### Integración con otros servicios
- Google Calendar: el usuario puede introducir Remember the milk dentro de la aplicación Google Calendar en línea, permitiendo a los usuarios acceder a su conocimiento.
- IGoogle: Remember the milk se puede agregar a la página principal personalizada de iGoogle, donde el usuario puede agregar, modificar, posponer y marcar las tareas.
- Netvibes (página de inicio personalizada): Remember the milk ha creado un widget para Netvibes similar a la que ofrecen para iGoogle, disponible en el sitio de Ecosistemas Netvibes.
- Twitter (servicio de microblogging): Los usuarios pueden agregar la cuenta de Twitter RTM y por tanto, pueden enviar mensajes directos y añadirlos a la tarea.
- MSN, Google Talk, Skype,...: Remember the Milk ofrece la posibilidad de agregar un contacto con el que podremos interactuar para mostrar nuestra lista de tareas o modificarla. Además, ofrece un envío de alertas a las cuentas de mensajería instantánea, de direcciones de correo electrónico y dispositivos móviles.

### Acceso sin conexión
Remember the milk también ofrece la posibilidad de gestionar tareas fuera de línea, gracias a Google Gears (plugin para Firefox que ofrece Google). Cuando el usuario vuelve a conectarse a Internet todo queda sincronizado, los cambios realizados fuera de línea quedan incluidos en la cuenta de Remember the milk. De tal manera, que toda la información queda almacenada en línea, así en caso de provocarse un fallo en el disco duro del usuario, no se perderían datos.